# Microrregión de Dourados
La microrregión de Dourados es una de las microrregiones del estado brasileño de Mato Grosso del Sur perteneciente a la mesorregión del Sudoeste de Mato Grosso del Sur. Su población, según el Censo IBGE en 2010, es de 500.955 habitantes y está dividida en 15 municipios. Posee un área total de 37.359,114 km².

## Municipios
Es considerada la segunda microrregión más populosa del Estado.
- Amambai;
- Antônio Juán;
- Aral Moreira;
- Caarapó;
- Douradina;
- Dourados;
- Fátima del Sur;
- Itaporã;
- Juti;
- Laguna Carapã;
- Maracaju;
- Nueva Alvorada del Sur;
- Punta Porã;
- Río Brillante;
- Vicentina.